# Radim Hladík

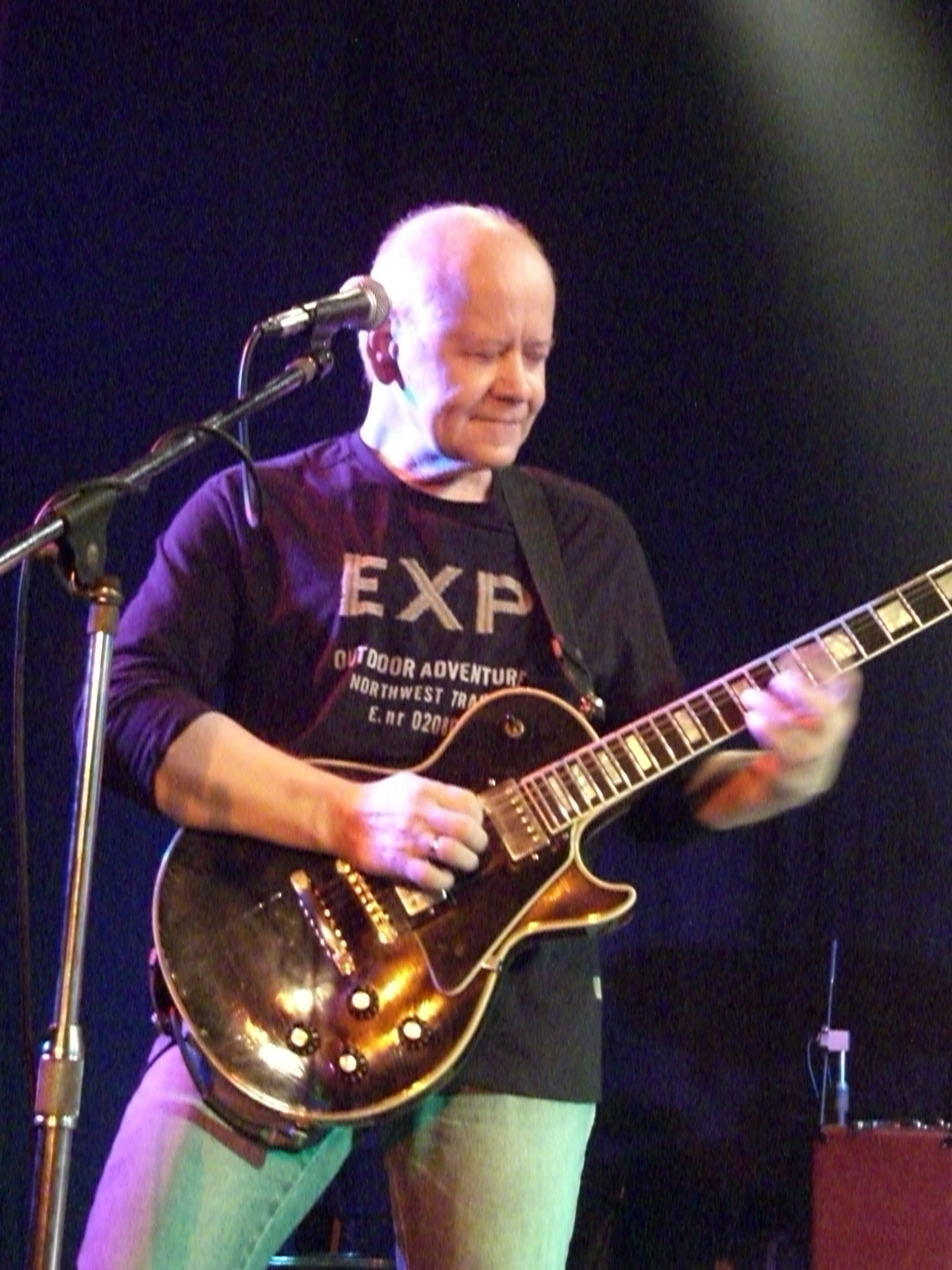
Radim Hladík (2007)

Radim Hladík (* 13. Dezember 1946 in Prag, Tschechoslowakei; † 4. Dezember 2016) war ein tschechischer Fusionmusiker (Gitarre, Komposition) und Musikproduzent. Er gilt als führender tschechischer Gitarrist seiner Generation.

## Leben und Wirken
Hladík erhielt als Kind Klavierunterricht. Dann besuchte er zwei Jahre lang das Konservatorium seiner Geburtsstadt, um klassische Gitarre zu lernen. Mit 15 Jahren spielte er als Gitarrist in der Beatband Komety. Ab 1966 gehörte er zur Band The Matadors. Mit der Gruppe hatte er zwischen 1966 und 1968 zahlreiche Live-Auftritte in der ČSSR und der DDR und legte eine LP vor. Im Herbst 1968 verließen Hladík und Vladimír Mišík die Band und schlossen sich der Gruppe Blue Effect an. Beim 2. Tschechoslowakischen Beatfestival am Ende des Jahres wurde die Band als Entdeckung des Jahres gewählt, Hladík als Musiker des Jahres.
Auf ihrem Album Coniunctio (1970) ähnelte Hladíks Spiel bereits dem des frühen John McLaughlin; er „spielte seine Gitarre mit stahligem, harten Sound und in irritierender Schnelligkeit.“ Auf dem folgenden Album Nová syntéza arbeitete Blue Effect mit dem Jazzorchester des Tschechischen Rundfunks zusammen. In den 1970er Jahren war die Gruppe auch im Ausland erfolgreich. Als Mišík die Band verließ, wurde Hladík ihr Leiter. Seine bekannteste Komposition ist das Instrumental Tearoom, das nicht nur mit Blue Effect veröffentlicht wurde, sondern in anderen Versionen auch auf dem Album Czech Masters of Rock Guitar oder auf Na Kloboučku mit Michal Pavlíček erschien.
Bis in die Wendezeit 1990 hinein war Hladík mit Blue Effect aktiv. Danach war er einige Jahre lang als Produzent tätig und dabei verantwortlich für den Erfolg einer ganzen Reihe jüngerer Gruppen, so der Band Chinaski. Daneben ist er auf Alben mit anderen Musikern wie Pavol Hammel oder Jaroslav Hutka und mit der Studiobigband Konstelace von Josef Vobruba zu hören.
2004 belebte Hladík wieder die Band Blue Effect, die regelmäßig auf Festivals und in Clubs und Konzerthäusern Tschechiens spielte. Sein letztes Konzert mit der Band spielte er auf der Schützeninsel von Prag im September 2016. Er starb an den Folgen einer Lungenfibrose.

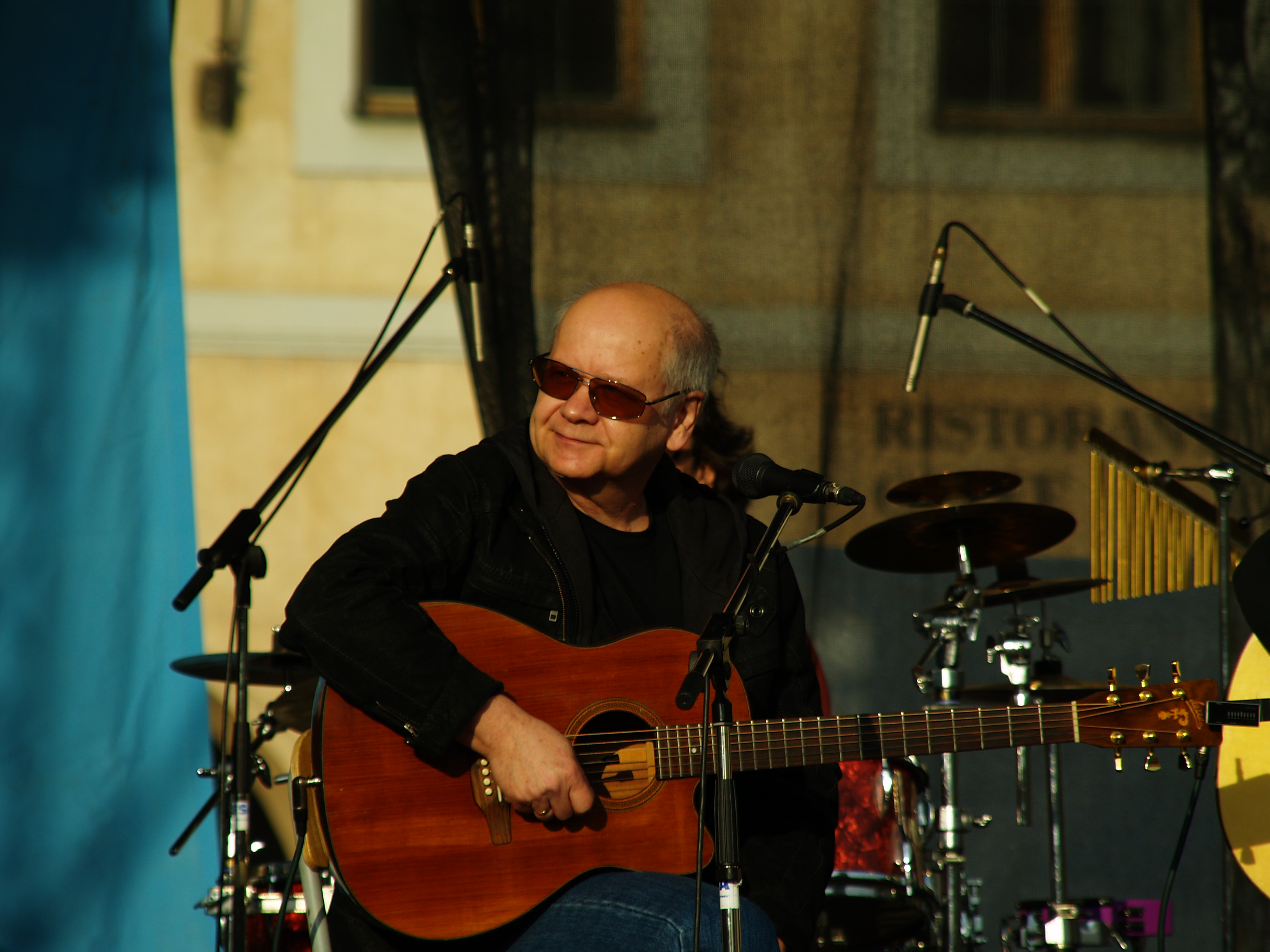
Radim Hladík (2010)

## Diskographie (Auswahl)
- The Matadors (Supraphon 1968)
- Blue Effect Meditace (Supraphon 1970, auch als Kingdom of Life)
- Blue Effect & Jazz Q Praha Coniunctio (Supraphon 1970, mit Jiří Stivín, Martin Kratochvíl)
- Blue Effect & JOČ Nová syntéza (Panton/Artia 1971)
- Konstelace Josefa Vobruby a Václav Týfa (Supraphon 1974)
- A Benefit of Radim Hladík (Supraphon/Artia 1974, auch als Modrý efekt & Radim Hladík)
- Pavol Hammel, Marián Varga, Radim Hladík Na II. Programe Sna (OpusOpus 1977)
- Jaroslav Hutka & Radim Hladík Pánbu Na Poli (Moravské Posvátné Balady) (Reflex 1991)
- Radim Hladík, Pavel Linhart From K. J. Erben's Bunch of Flowers (Hurikán 1993)
- Dagmar Andrtová-Voňková & Radim Hladík Voliéra (Indies 1997)
- Pavel Foltán Band & Radim Hladík Howgh (Popron Music 2003).